# Förbannelse

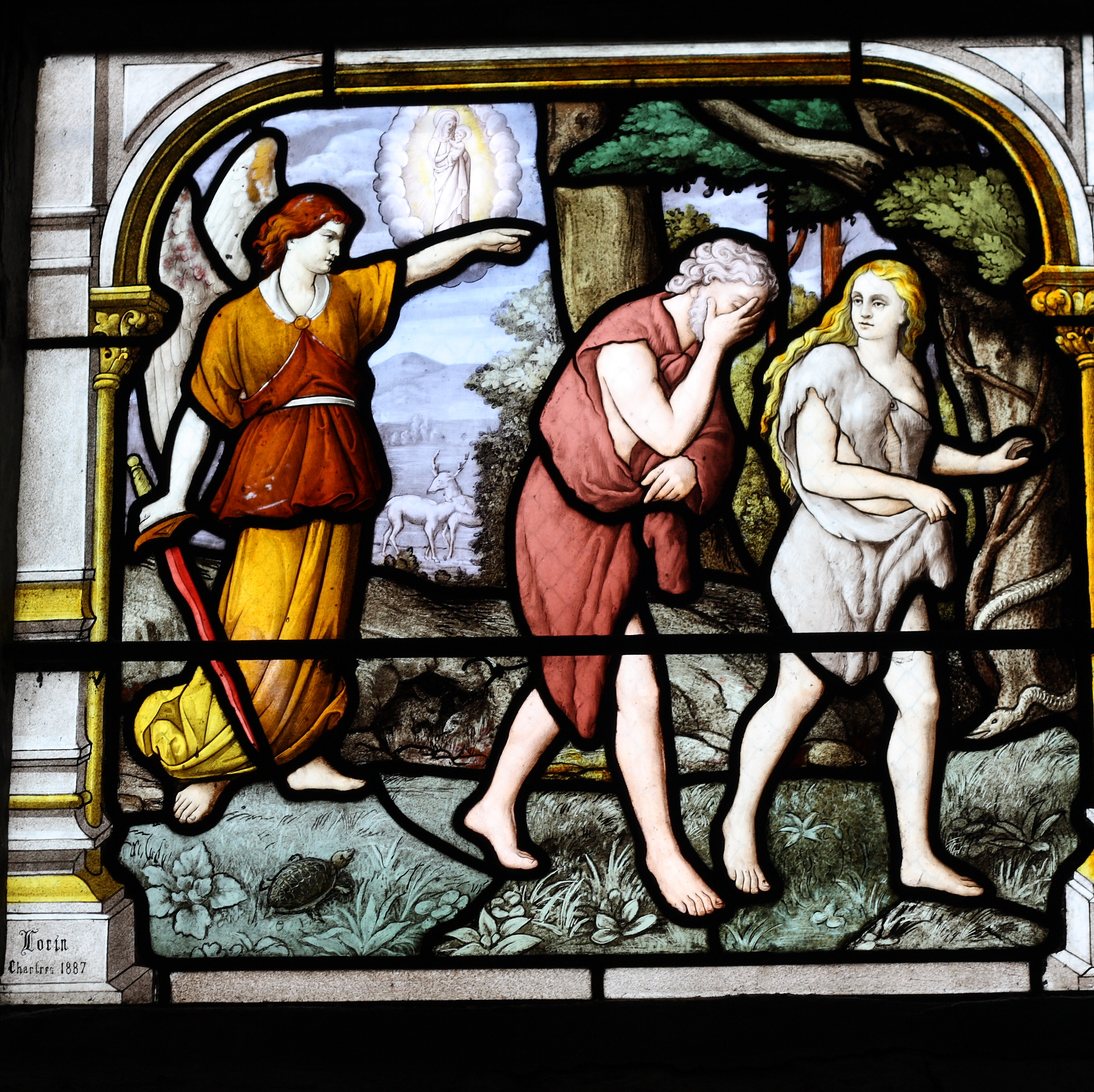
Adam och Eva förvisas ur Edens trädgård.

En förbannelse är ett åkallande av övernaturliga krafter som uttalas i syfte att bringa olycka över en eller flera personer.
I vardagligt språkbruk används ofta ordet "förbannad" som en synonym till ordet "arg".

## I kristendomen
Att vara i en förbannelse, anses bland kristna att ha hamnat i religiositet/lagiskhet som menas att man fallit bort ifrån nåden. Att vara religiös betyder att man tror sig behöva prestera för att bli älskad och accepterad av Gud, medan nåden är ovillkorlig. Att acceptera nåden är att förstå och acceptera att Gud tagit all synd på Golgata Kors, och i och med frälsningen vilar man i vetskapen att man är en ny skapelse, att det gamla är förgånget och något nytt har kommit och man praktiserar inte längre synden utan vilar i vetskapen att man är fullständigt förlåten.

## I islam
Förbannelse (arabiska: لعنة) är någonting som behandlats i Koranen, vari det går att läsa att Gud förbannat vissa personer/grupper på flera ställen. Även i hadither återberättade från den islamiske profeten Muhammed kan man läsa att han förbannat vissa personer vid olika tillfällen.

### I shiaislam
Ayatolla Khamenei har klargjort att det är förbjudet att förolämpa sunnibrödernas personligheter, inklusive alla profeters fruar. Ayatolla Sistani har skrivit gällande att vissa förolämpar Umar och Aisha att det beteendet är fördömt och starkt förkastligt och går emot det som imamerna från Ahl al-Bayt har beordrat sina följare. Ayatollah Makarem Shirazi har skrivit att förbanna är en sak, och att återberätta historia är en annan sak. Vi kan inte blunda för historien, men att förbanna är en annan sak. Dessa saker får inte blandas ihop.